# Pontiac Bonneville
Pontiac Bonneville (укр. Понтіак Бонневілл) — сімейство легкових автомобілів, які виготовлялись американською компанією Pontiac з 1957 по 2005 рр.. Bonneville до 1981 року в Канаді був відомий як Parisienne.
В сімейство Бонневіль входить чотири модельних ряди:
- високопродуктивний кабріолет, виконаний у невеликій кількості (1957);
- серія повнорозмірних моделей, яка в більшості років була вершиною модельного ряду Pontiac (1958-1981);
- середньорозмірна серія з заднім приводом, як наступник Pontiac Le Mans (1981-1986);
- серія повнорозмірних седанів з переднім приводом (1987-2005).

## Ранні розробки

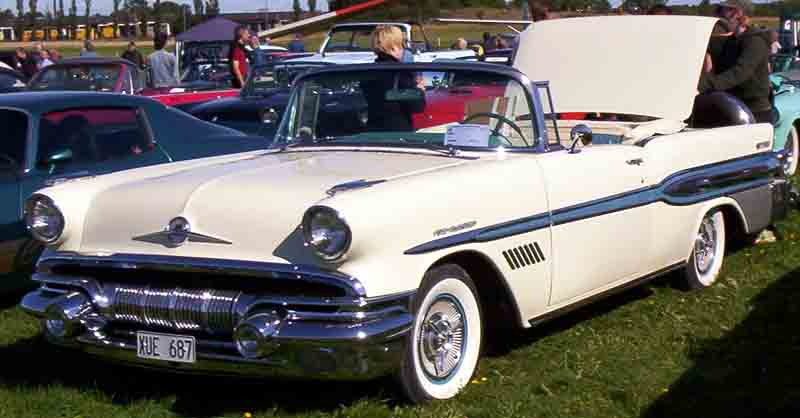
Pontiac Bonneville (1957)

## Перше покоління (1958)

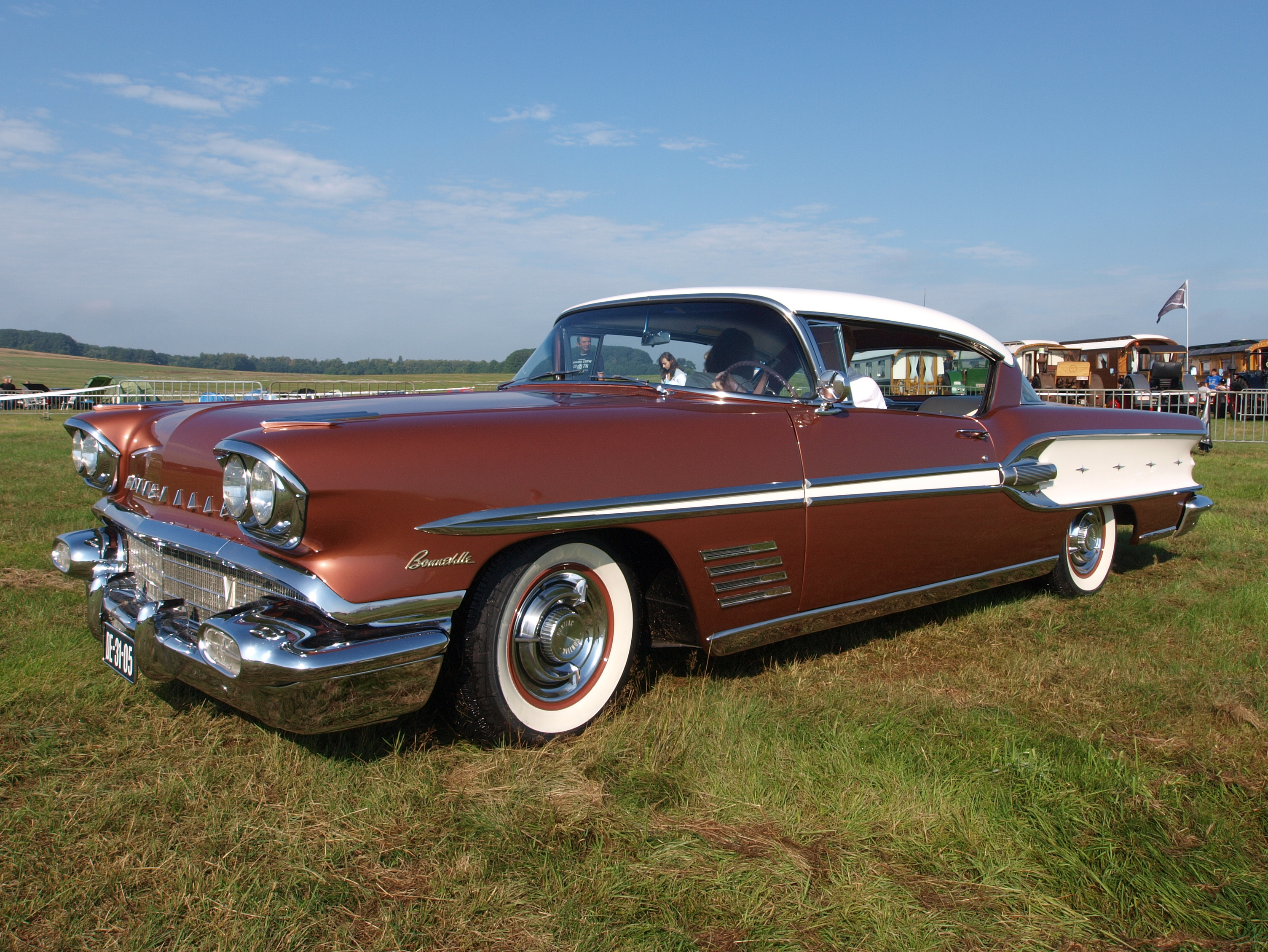
Pontiac Bonneville 1 (1958)

## Друге покоління (1959–1960)

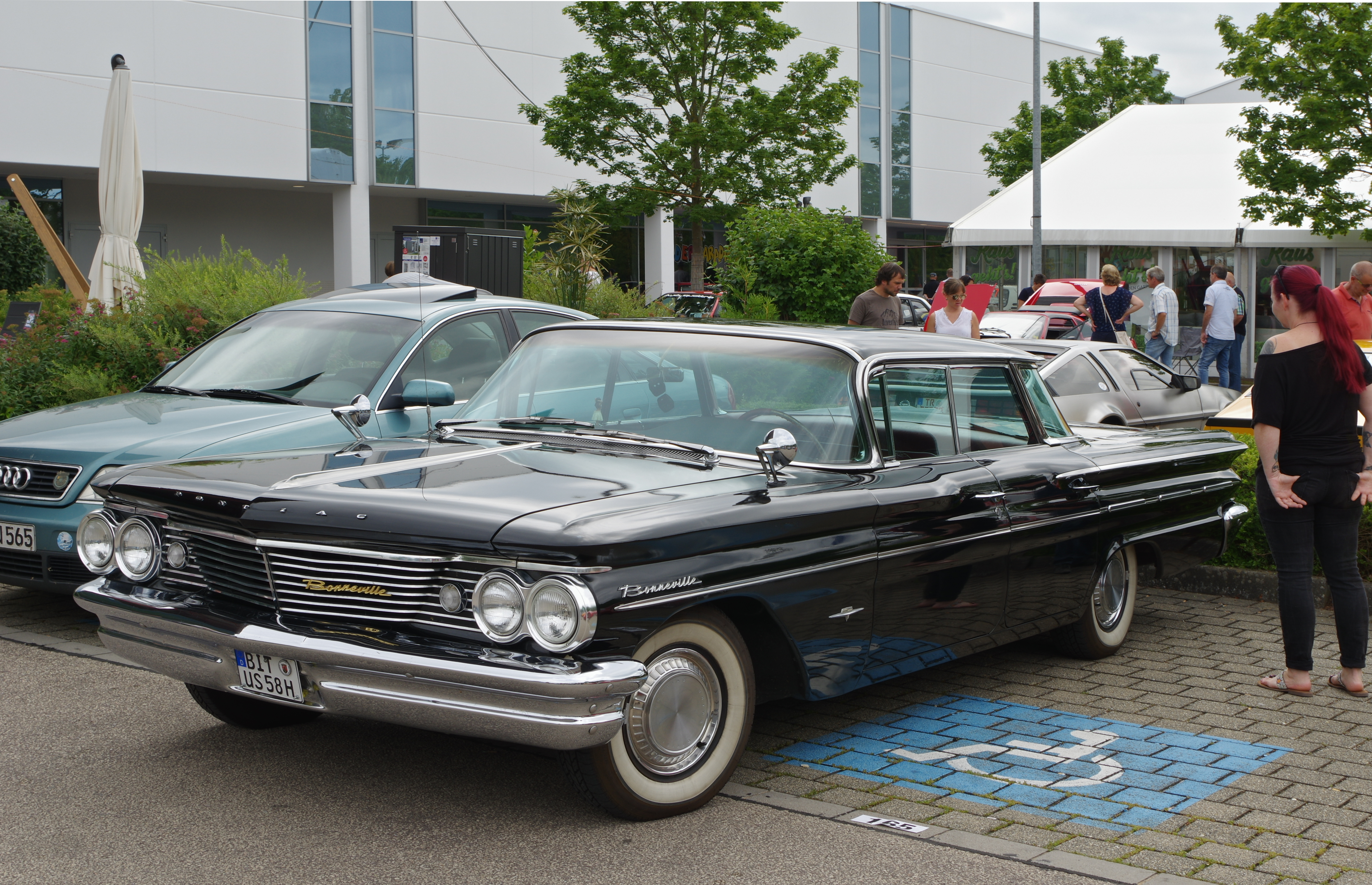
Pontiac Bonneville 2 (1959–1960)

## Третє покоління (1961–1964)

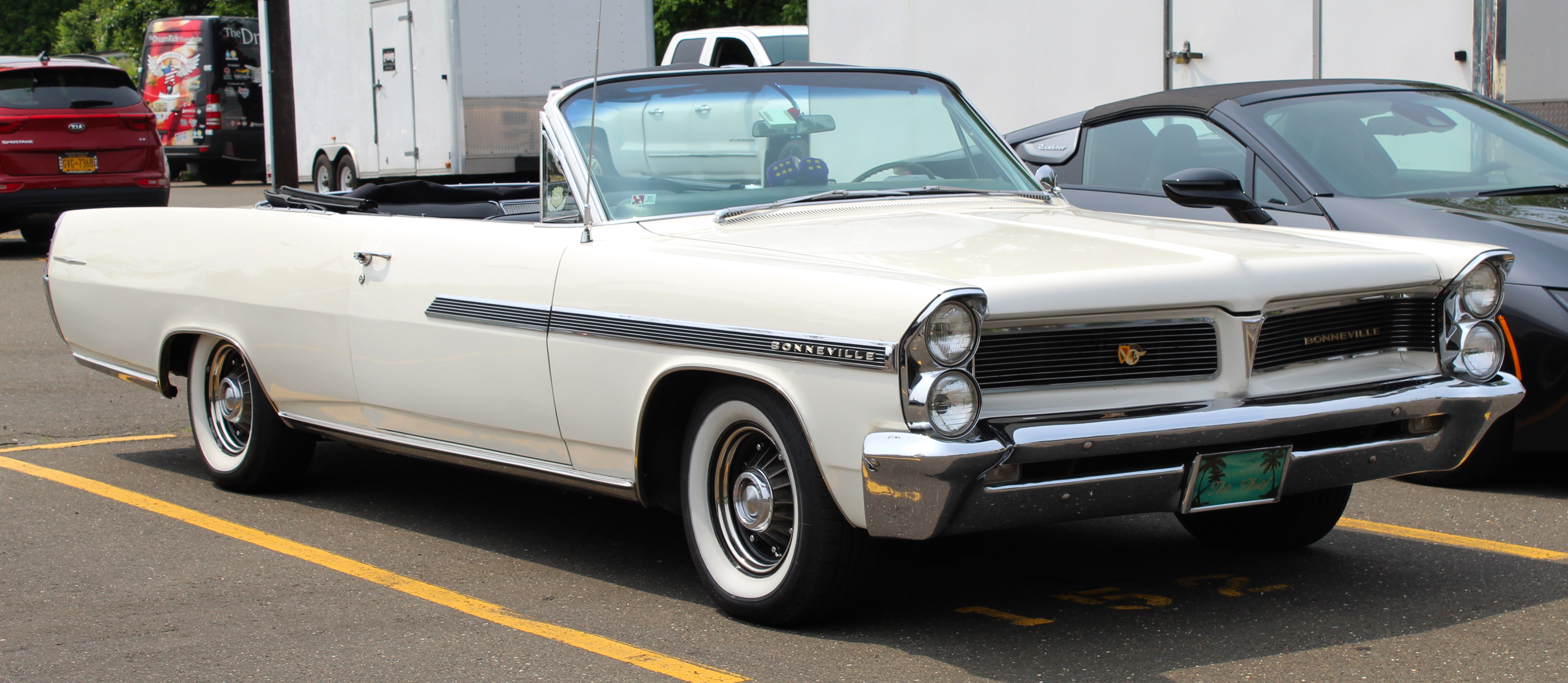
Pontiac Bonneville 3 (1961–1964)

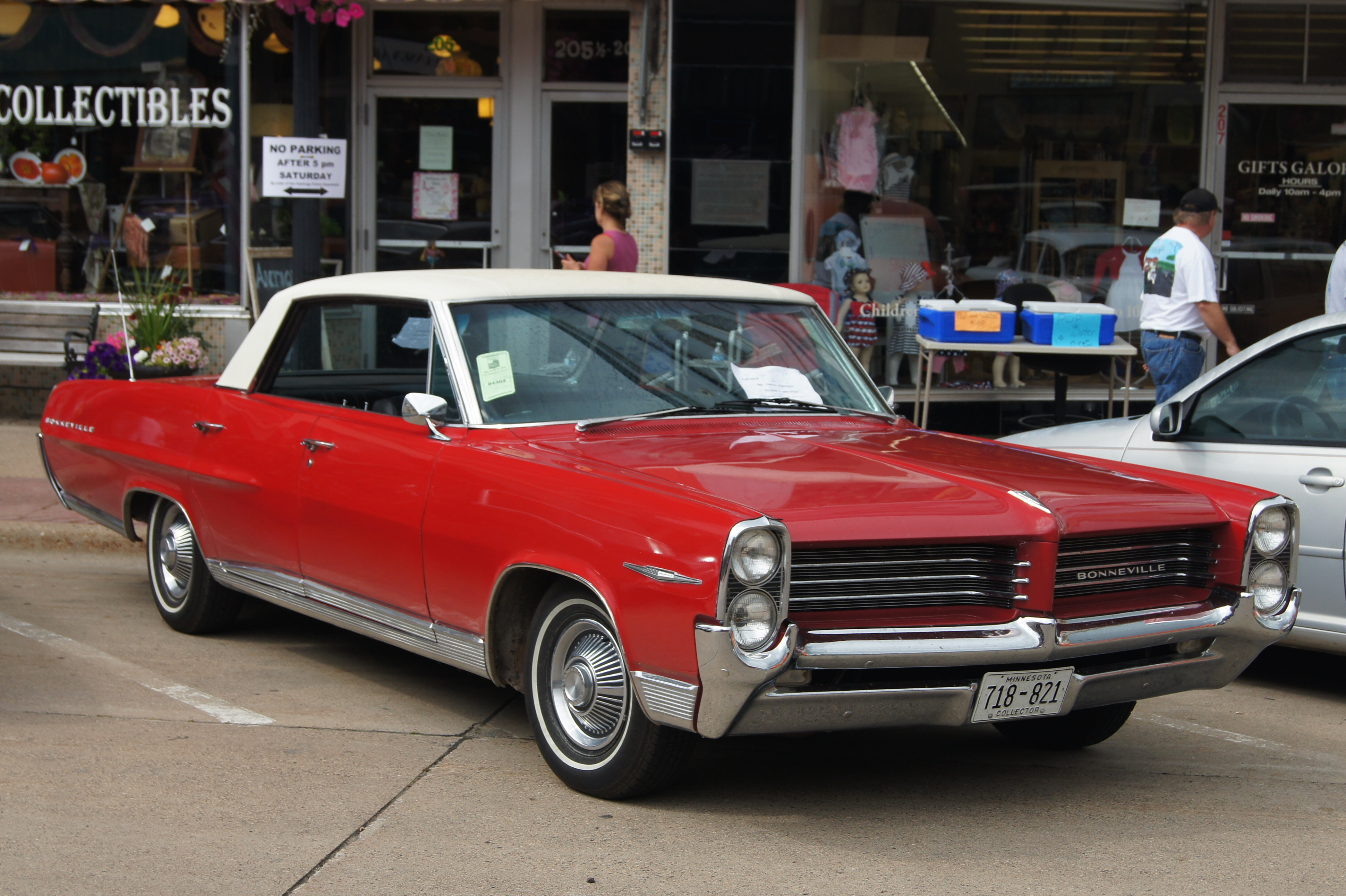
Pontiac Bonneville 3 (1961–1964)

### Двигуни
- 389 cu in (6.4 L) V8
- 421 cu in (6.9 L) V8

## Четверте покоління (1965–1970)

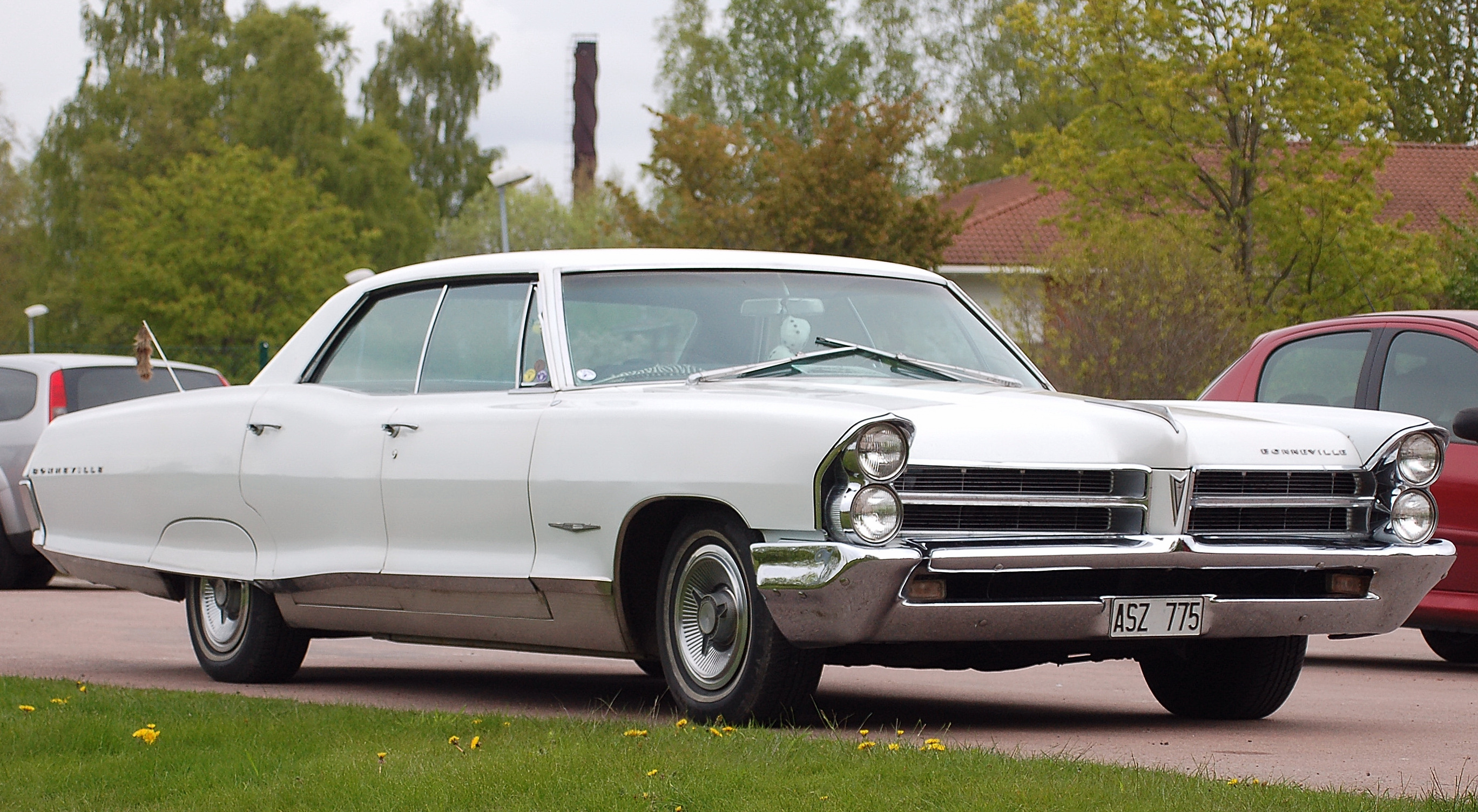
Pontiac Bonneville 4 (1965–1970)

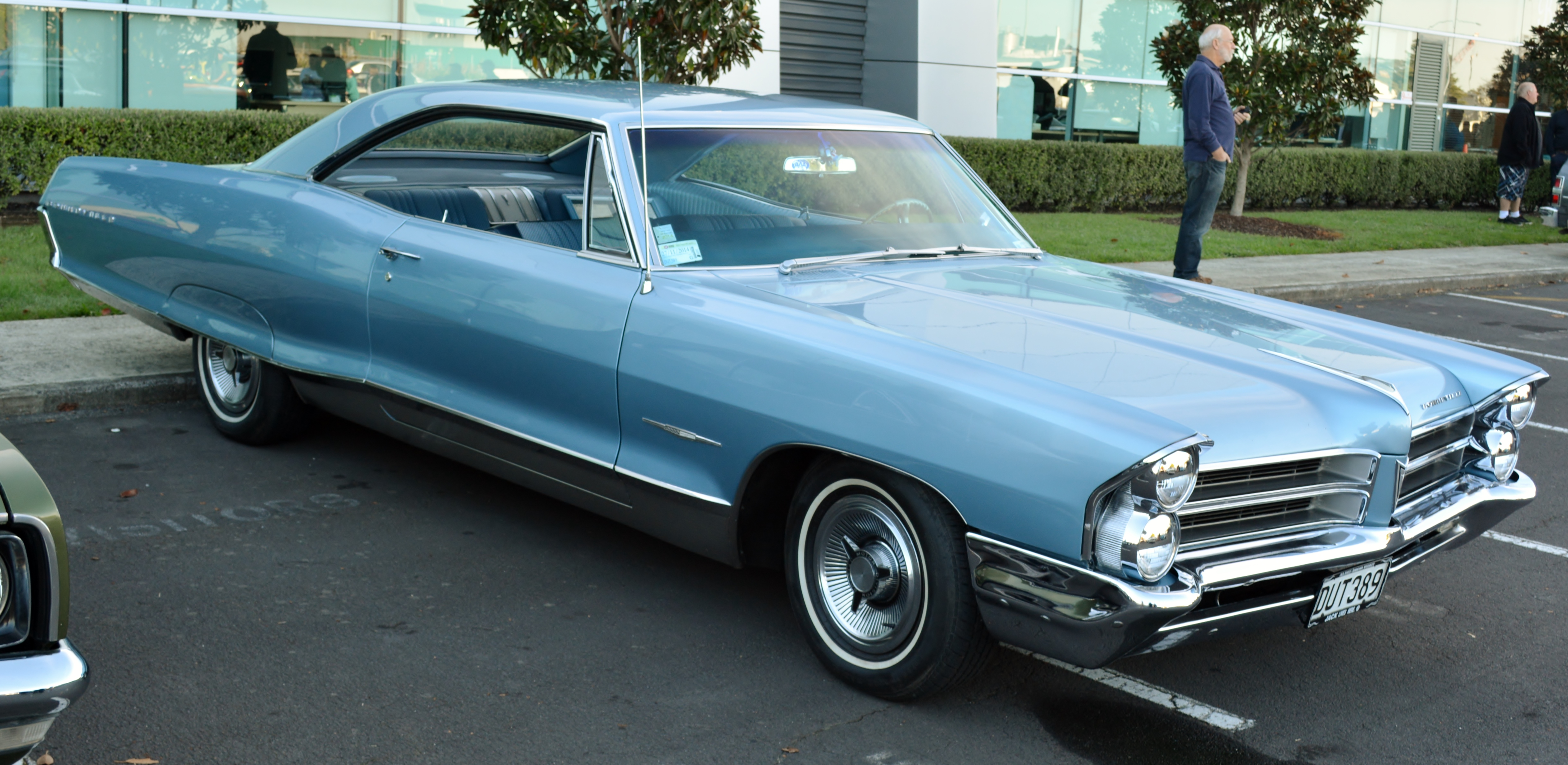
Pontiac Bonneville 4 (1965–1970)

### Двигуни
- 389 cu in (6.4 L) V8
- 421 cu in (6.9 L) V8
- 400 cu in (6.6 L) V8
- 428 cu in (7.0 L) V8
- 455 cu in (7.5 L) V8

## П'яте покоління (1971–1976)

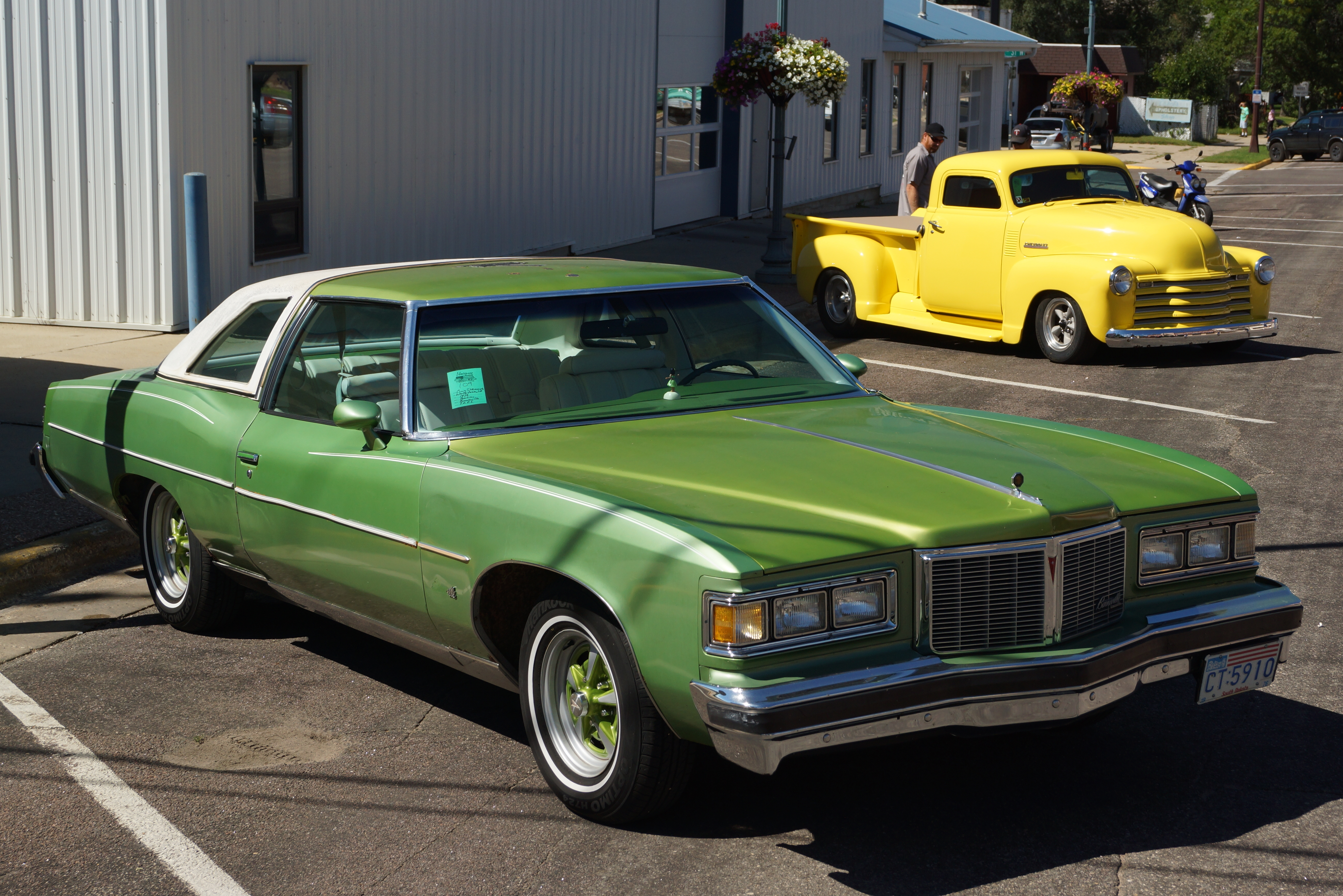
Pontiac Bonneville 5 (1971–1976)

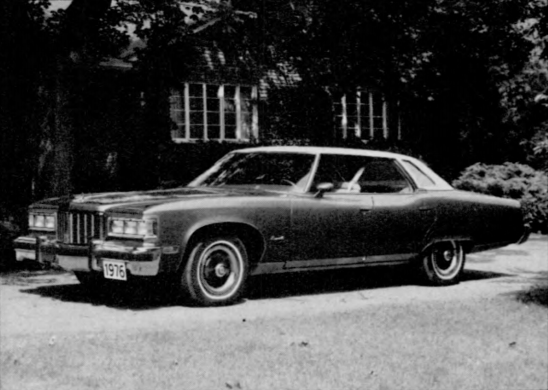
Pontiac Bonneville 5 (1971–1976)

### Двигуни
- 455 cu in (7.5 L) V8
- 400 cu in (6.6 L) V8

## Шосте покоління (1977–1981)

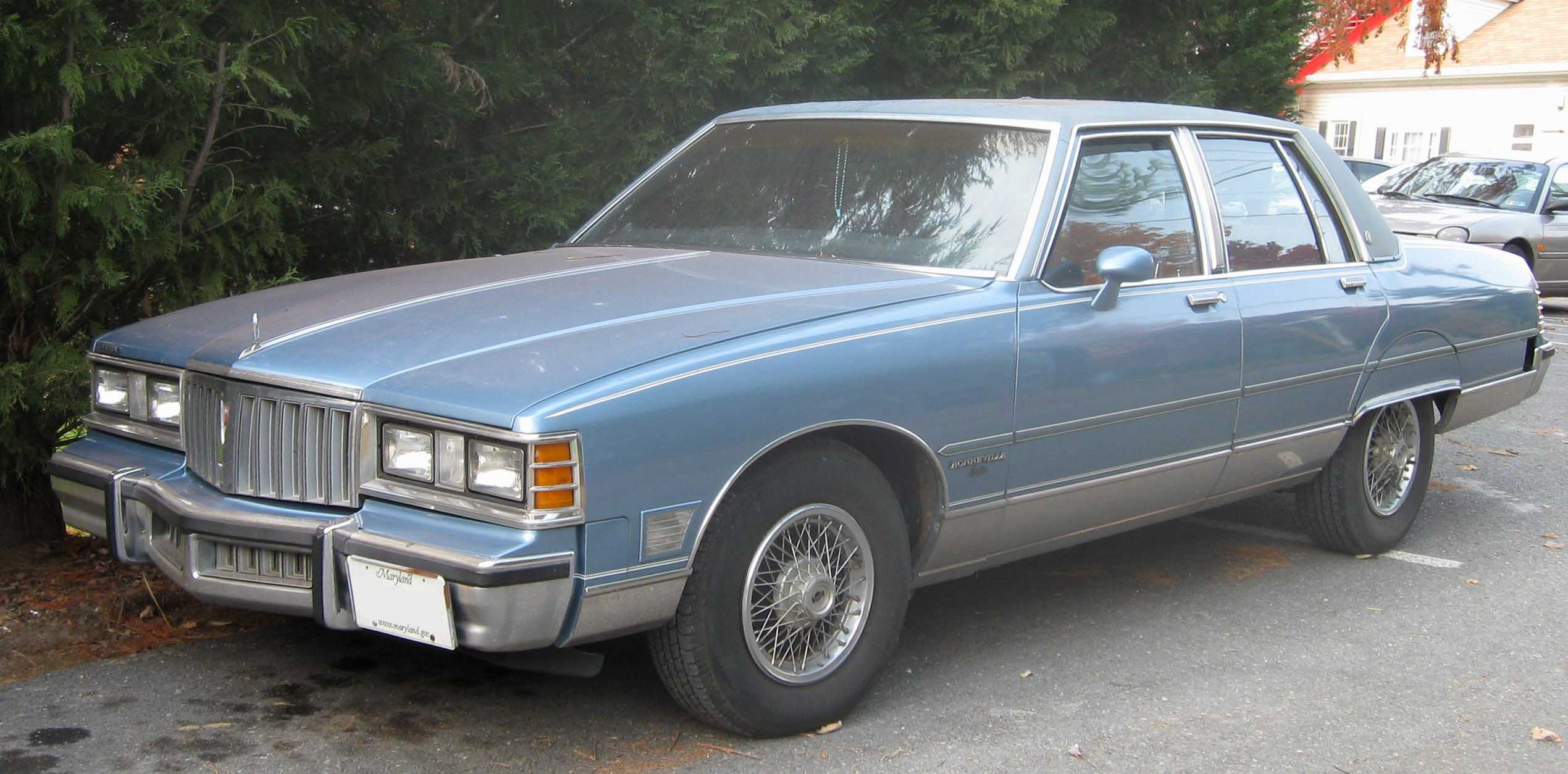
Pontiac Bonneville 6 (1977–1981)

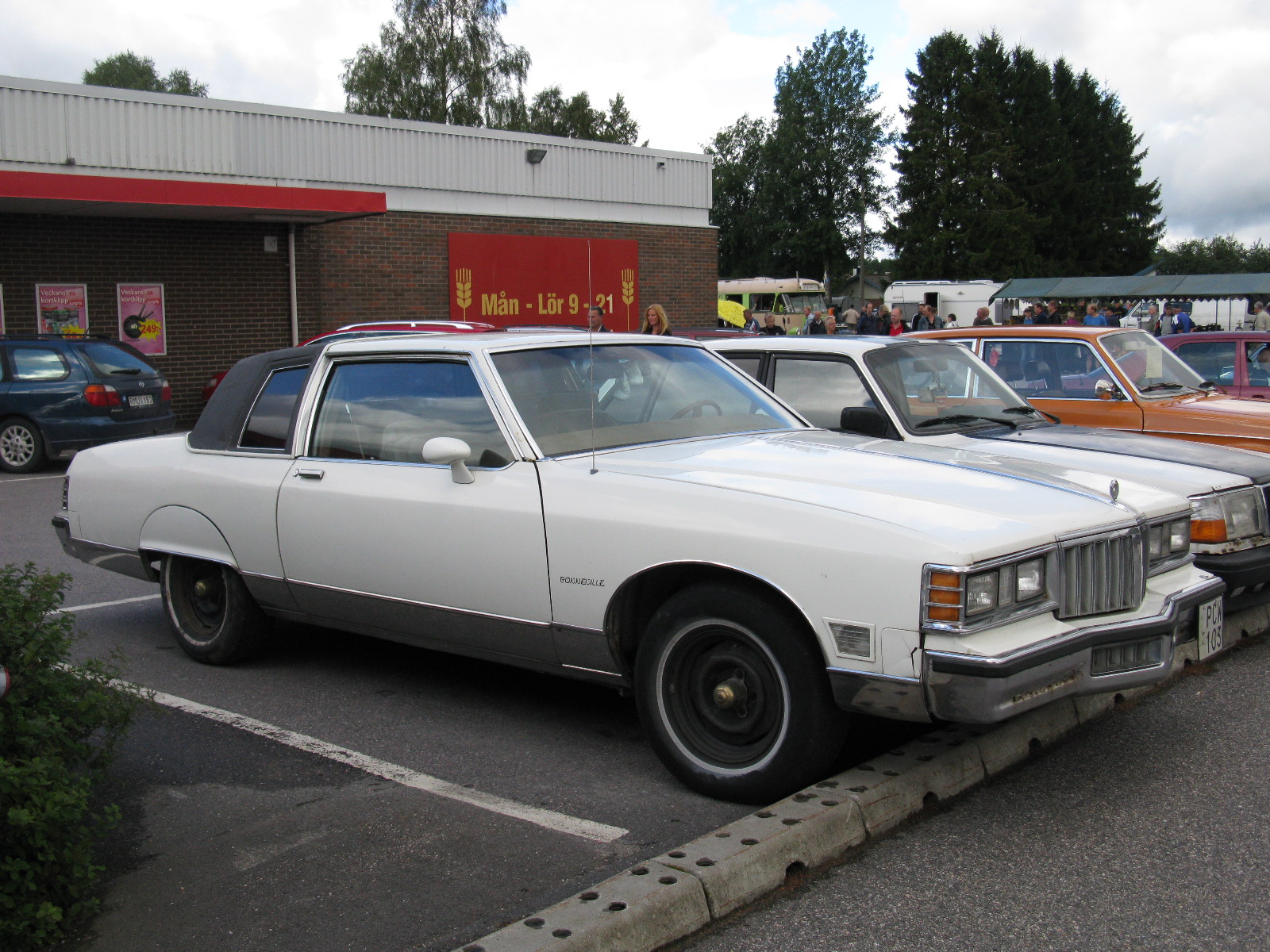
Pontiac Bonneville 6 (1977–1981)

### Двигуни
- 231 cu in (3.8 L) Buick V6
- 265 cu in (4.3 L) Pontiac V8
- 301 cu in (4.9 L) Pontiac V8
- 350 cu in (5.7 L) Pontiac V8
- 350 cu in (5.7 L) Buick V8
- 350 cu in (5.7 L) Chevrolet V8
- 305 cu in (5.0 L) Chevrolet V8
- 350 cu in (5.7 L) Oldsmobile diesel V8
- 400 cu in (6.6 L) Pontiac V8
- 403 cu in (6.6 L) Oldsmobile V8

### 1996–1999

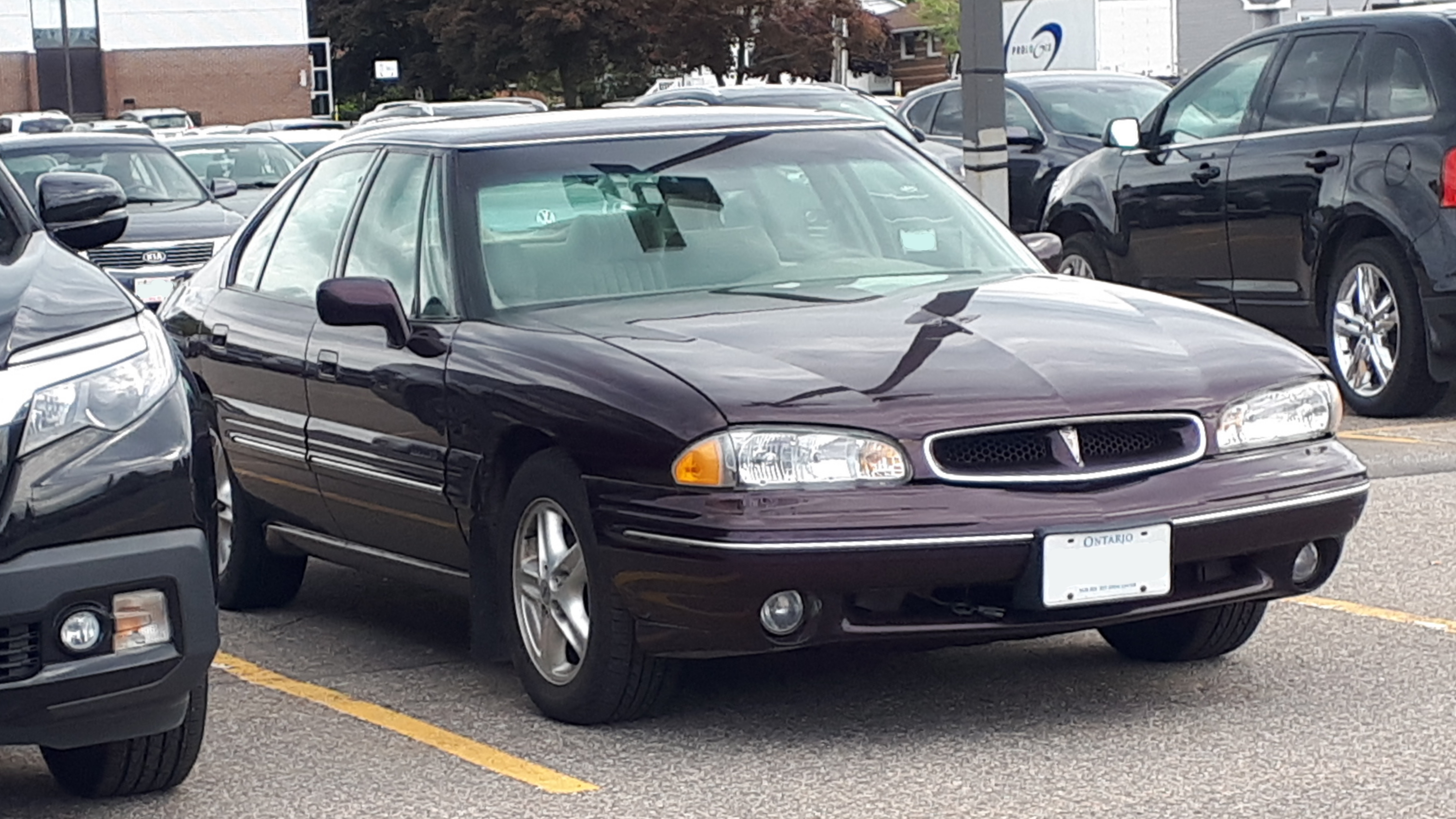
Pontiac Bonneville 9 (1996–1999)

## Сьоме покоління (1982–1986)

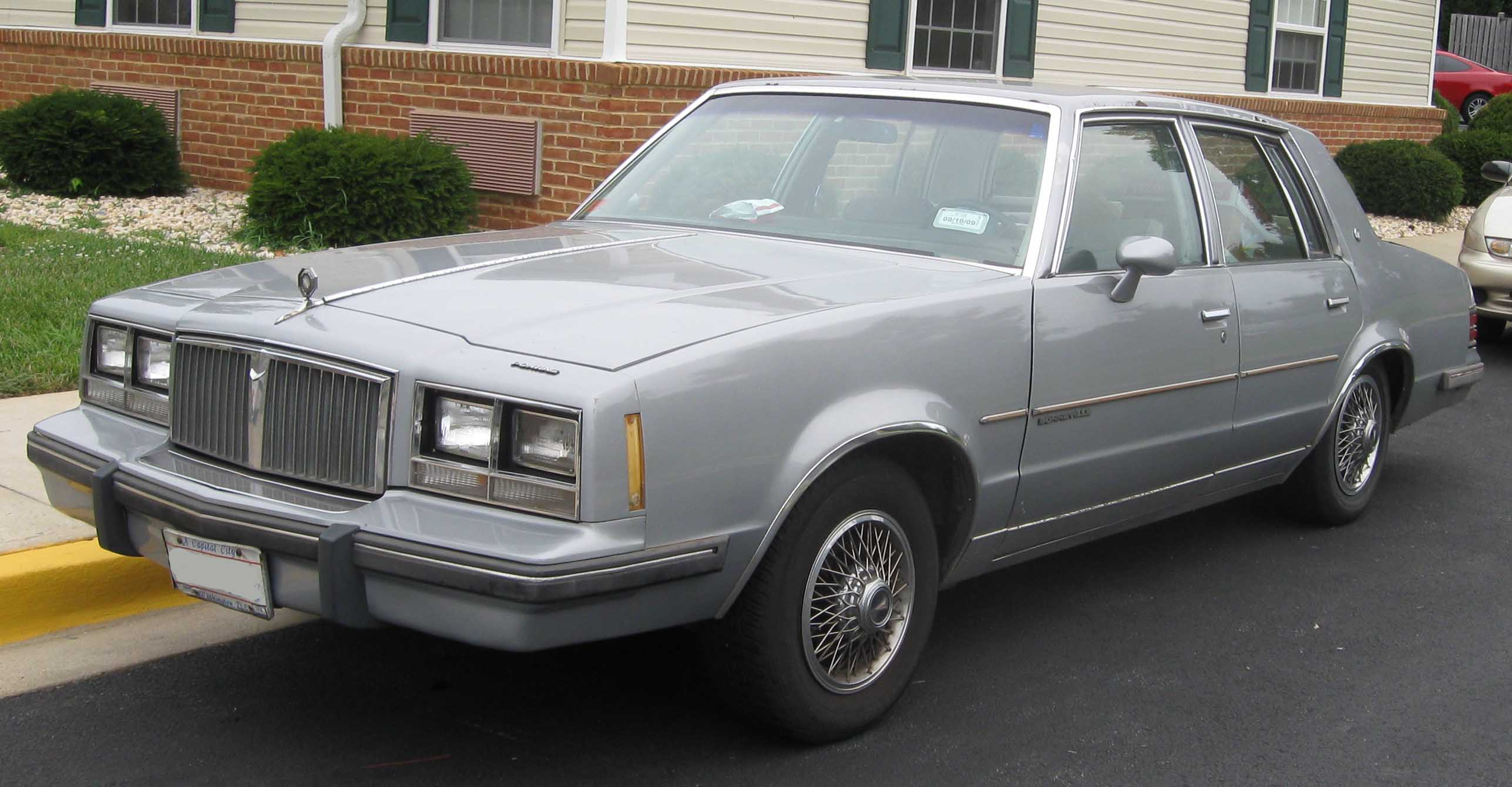
Pontiac Bonneville 7 (1981–1986)

### Двигуни
- 3.8L (231 cu in) Buick V6
- 5.0L (305 cu in) Chevrolet V8
- 5.7L (350 cu in) Oldsmobile Diesel
- 4.4L 267 Chevrolet V8

## Восьме покоління (1987–1991)

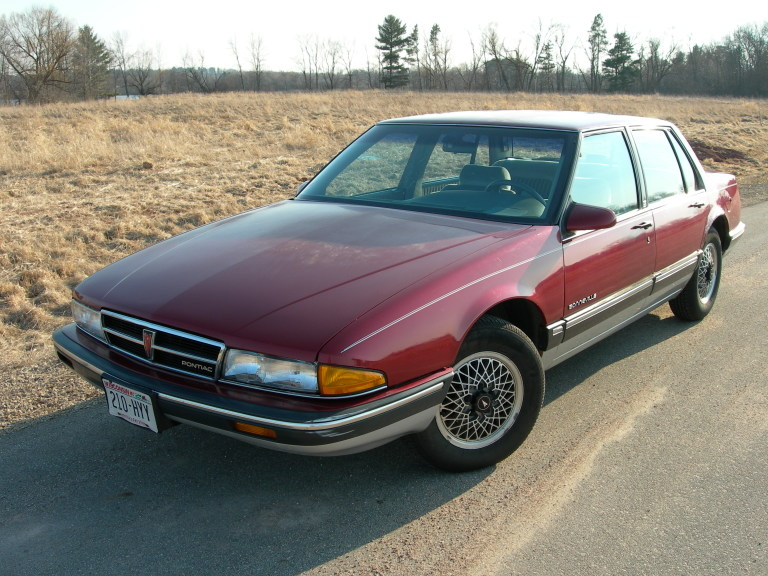
Pontiac Bonneville 8 (1987–1991)

### Двигуни
- 3.8L LG3 Buick V6
- 3.8L LN3 3800 Buick V6

## Дев'яте покоління (1992–1999)

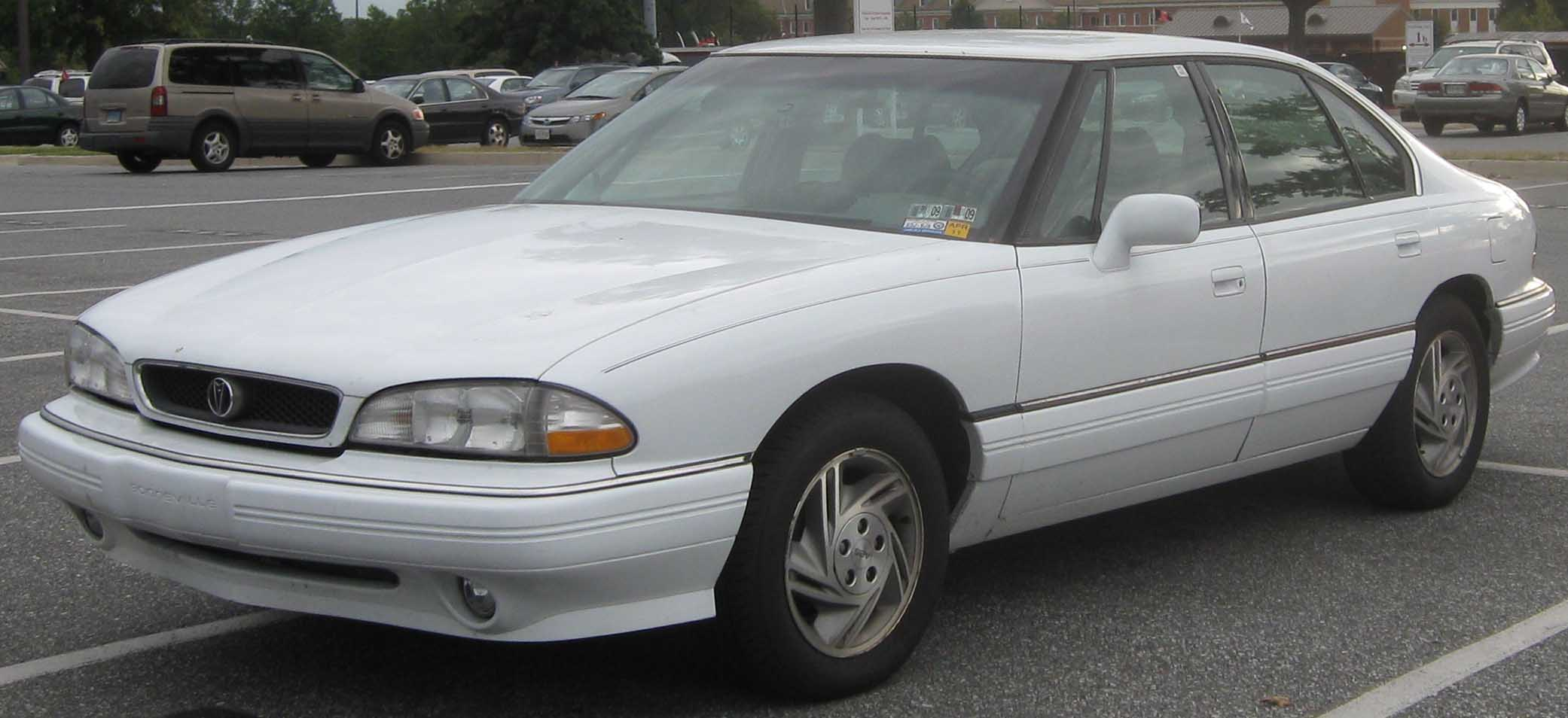
Pontiac Bonneville 9 (1992–1996)

### Двигуни
- 3.8L Series I L27 V6
- 3.8L Series I L67 V6
- 3.8L Series I L67 V6
- 3.8L Series II L36 V6
- 3.8L Series II L67 V6

## Десяте покоління (2000–2005)

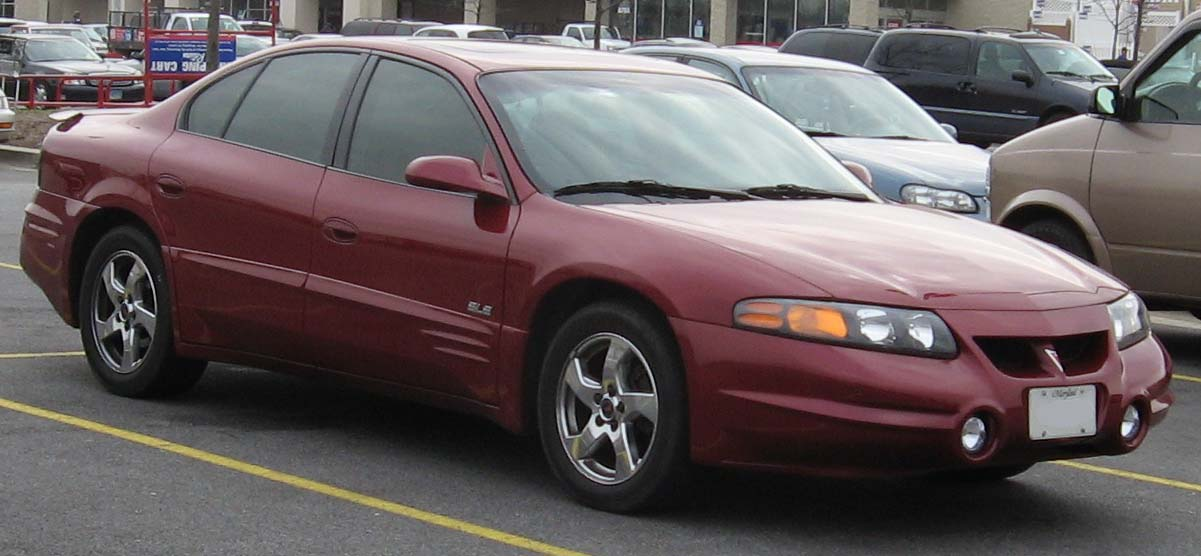
Pontiac Bonneville 10 (2000–2005)

В 2000 році Бонневіль був повністю перероблений із значним прогресом у дизайні, техніці та технологіях, які Понтіак назвав "розкішшю з позицією". Бонневіль тепер був побудований на платформі G. Залишаючись вірною спадщині Понтіака Широкі Сліди, він мав найширшу колію у своєму класі на 1590 мм спереду та 1580 мм ззаду. Система контролю стабільності GM StabiliTrak була представлена на топовій моделі з наддувом SSEi, згодом її замінила GXP.
Bonneville відновив варіант V8 на версії GXP в 2004 році, першому з 1986 року, в результаті припинення виробництва Oldsmobile Aurora. Це відкрило прогалину у модельному ряді GM між Pontiac та Buick, що дозволило Pontiac дещо розширити асортимент. Двигун - Cadillac 4,6 л Northstar V8, що виробляє 275 к. с., 410 Нм, що розвиває 0–97 км/год за 6,5 секунд, демонструє кращі показники, ніж BMW 330i та 530i та Lexus ES.
Кращі випробування NHTSA для 2005 Pontiac Bonneville призвели до рейтингу безпеки чотиризіркових для водія та п'ятизіркових для переднього пасажира.
За останній рік виробництва Pontiac подарував SLE середнього рівня новим стилем GXP. 2005 SLE демонстрував усі стильові прилади GXP, за винятком коліс, значків, наконечників глушника та двигуна, які залишалися унікальними для GXP.

### Двигуни
- 3.8L Series II L36 V6 205 к. с.
- 3.8L Series II L67 V6 240 к. с.
- 4.6L Northstar LD8 V8 275 к. с.